# Тармакуль
Тармакуль (рос. Тармакуль) — присілок у Чановському районі Новосибірської області Російської Федерації.
Входить до складу муніципального утворення Озеро-Карачінська сільрада. Населення становить 519 осіб (2015).

## Історія
Згідно із законом від 2 червня 2004 року органом місцевого самоврядування є Озеро-Карачінська сільрада.

## Населення
| 2002 | 2007 | 2010 | 2011 | 2012 | 2013 | 2014 |
| ---- | ---- | ---- | ---- | ---- | ---- | ---- |
| 542  | ↗560 | ↘479 | ↗552 | ↘536 | ↘533 | ↘527 |
| 2015 |      |      |      |      |      |      |
| ↘519 |      |      |      |      |      |      |